# Владовско езеро
Владовското, Нисийското или Гугуговското езеро (на гръцки: Λίμνη Άγρα или Λίμνη Νησίου, Λίμνη Βρυτών) е язовир в Егейска Македония, Северна Гърция на 480 m надморска височина. Езерото е на река Вода (Водас).
Язовирът е създаден в 1955 година.
В 1977 година Владовското езеро е обявено за паметник на културата с природната си красота. Районът на езерото е включен в мрежата от защитени територии Натура 2000 (1240004).